# روجر جيلسون
روجر جيلسون (بالفرنسية: Roger Gilson)‏ ولد بتاريخ 19 سبتمبر 1947 في لوكسمبورغ، وتوفي في 18 يناير 1995 في لوكسمبورغ، كان دراج. سبق أن شارك في دورة الألعاب الأولمبية الصيفية.

## روابط خارجية
- روجر جيلسون على موقع أرشيف الدراجات (الإنجليزية)
- روجر جيلسون على موقع إحصائيات الدراجات الإحترافية (الإنجليزية)
- روجر جيلسون على موقع أوليمبيديا (الإنجليزية)